# Контрактовая площадь
Контра́ктовая пло́щадь (укр. Контракто́ва пло́ща) — площадь в Подольском районе города Киева, местность Подол.
Находится между Константиновской улицей, Спасской улицей, Межигорской улицей, улицей Григория Сковороды, Ильинской улицей, улицей Петра Сагайдачного, Покровской улицей, Андреевским спуском, Притисско-Никольской улицей и Фроловской улицей.

## История
Является одной из старейших площадей в Киеве, возникла ещё во времена Киевской Руси. После разрушения Верхнего города монголо-татарами и до XIX века оставалась центром города.

Название «Контра́ктовая площадь» возникло из-за того, что купцы Киева заключали контракты именно на этой площади. После 1795 года, когда произошёл третий раздел Польши и город Дубно, в котором изначально возникла контрактовая ярмарка, вошёл в состав Российской империи — его контрактовую ярмарку перенесли в Киев. Вызвано это было тем, что Контрактовая площадь была расположена возле киевского порта, который был основным источником экспортно-импортных поставок. После развития сети железных дорог значение Порта и Контрактовой площади значительно уменьшилось, а центр деловой жизни Киева переместился на Крещатик.
В 1869 году площадь получила название Александровская в честь русского императора Александра ІІ. С 1919 года — Красная. В декабре 1944 года было принято постановление о возвращении Контрактовой площади её исторического названия, но некоторое время параллельно существовали оба названия. С 1952 года снова утвердилось название Красная — до 1990 года, когда вторично было принято постановление о возвращении площади названия Контрактовая.
Среди достопримечательностей:
- Гостиный двор, строительство начато в 1809 году по проекту архитектора Алоизия Руски; перестраивался в 1828 году; в 1980—1982 годах в результате реконструкции был достроен второй этаж, что было заложено в первоначальном проекте;
- Киево-Могилянская академия (1632);
- Памятник Григорию Сковороде (1976);
- Памятник гетману Войска Запорожского Петру Конашевичу Сагайдачному (архитекторы Жариков Н. Л., Кухаренко Р. И., скульпторы Швецов В. В., Крылов Б. Ю., Сидорук О. Ю);
- Колодец-фонтан «Самсон», первый раз был построен в 1748—1749 годах, восстановлен в 1982 году.

На площади также находится памятник архитектуры местного значения «Комплекс греческого Екатерининского монастыря», принадлежавший бывшему Синайскому подворью, ныне занимаемое управлением Национального банка Украины по Киеву и области, которое в 1995 году воссоздало монастырскую колокольню.

Памятник гетману Сагайдачному
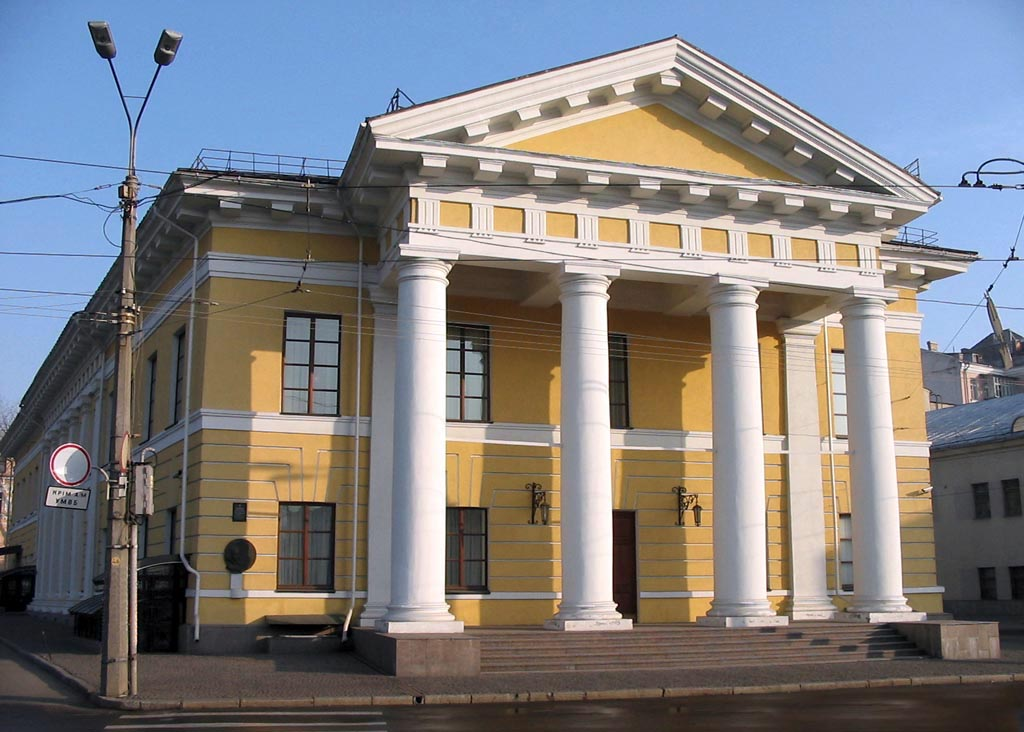
Контрактовый дом
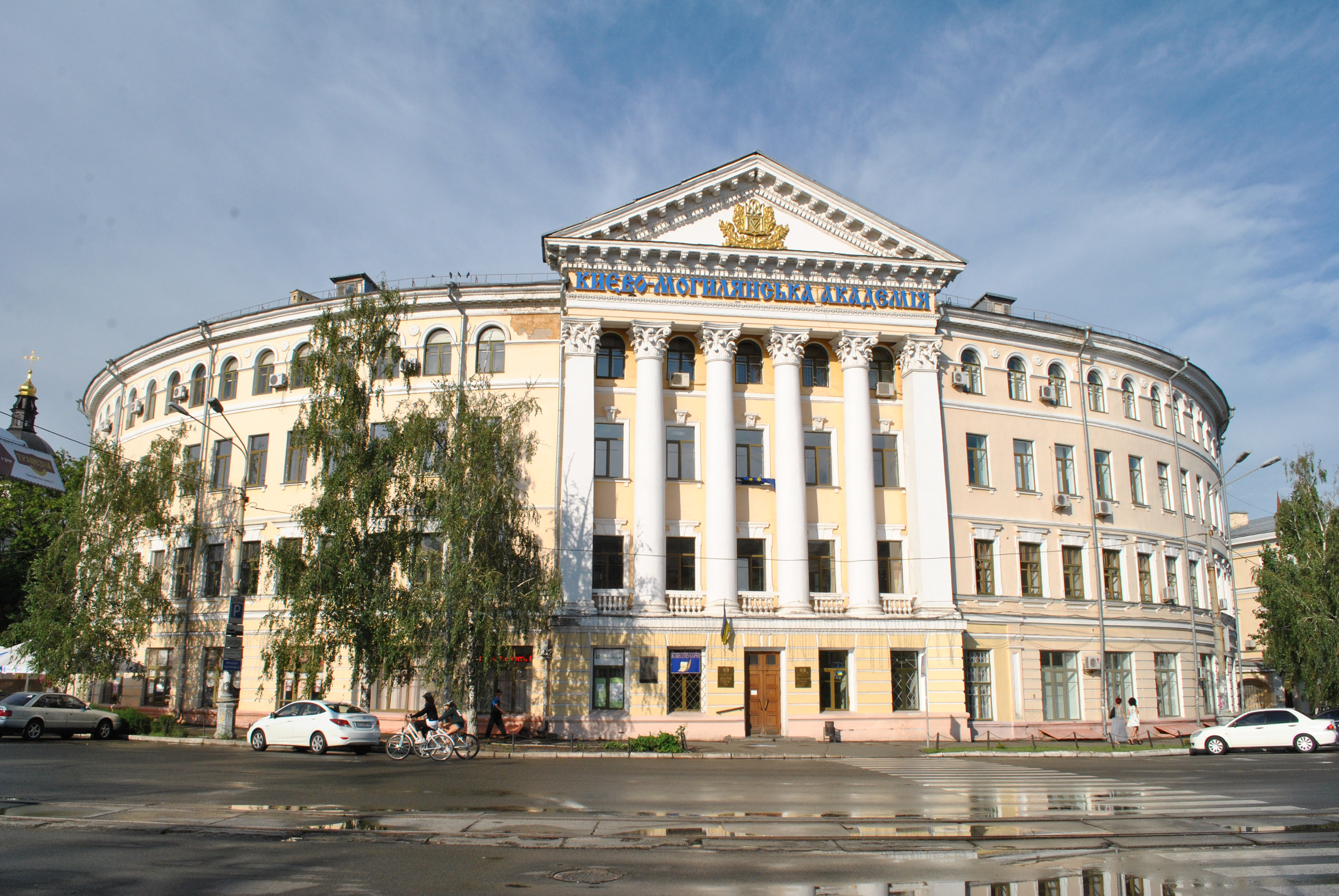
Киево-Могилянская академия
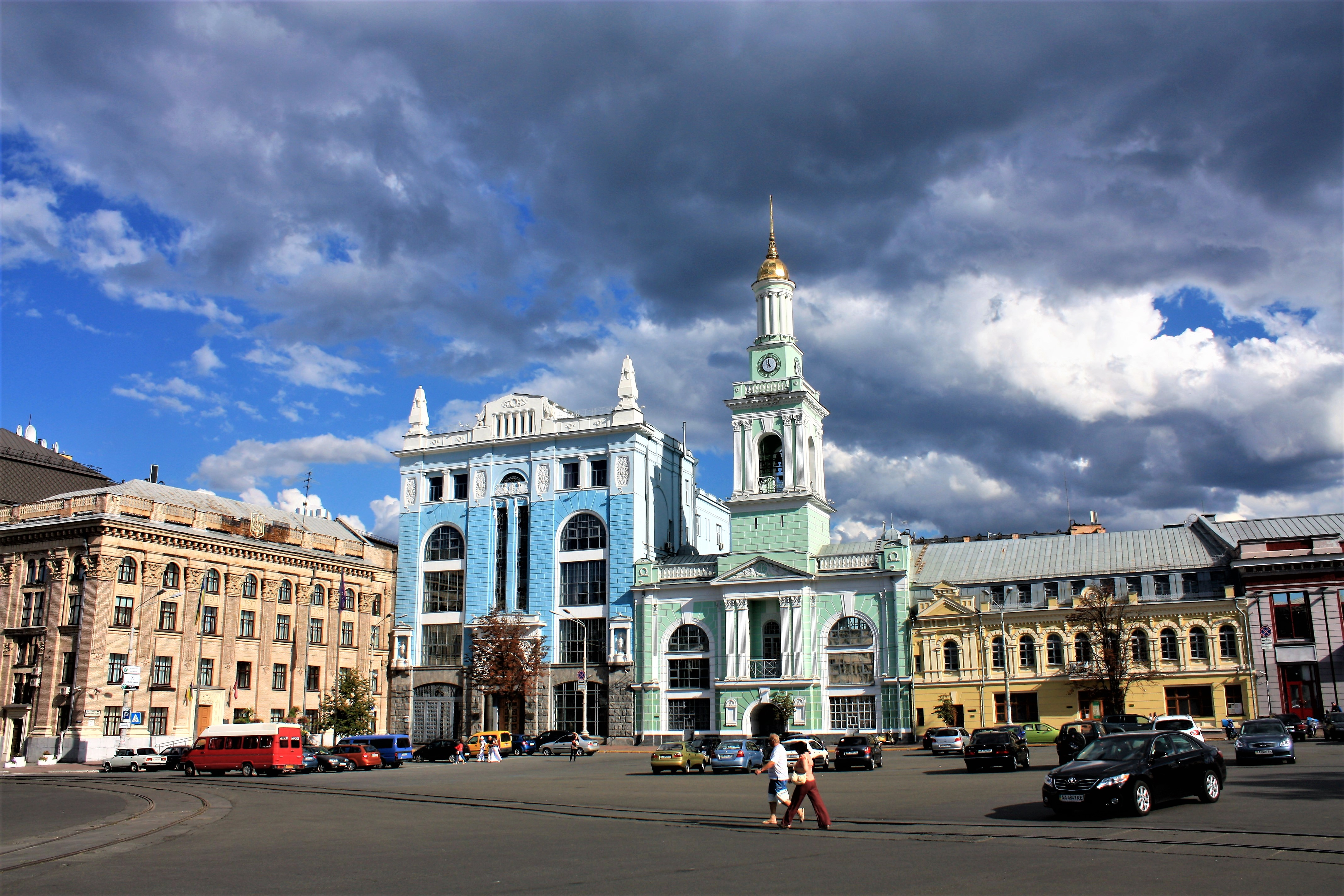
Часть площади с видом на колокольню Екатерининского греческого монастыря
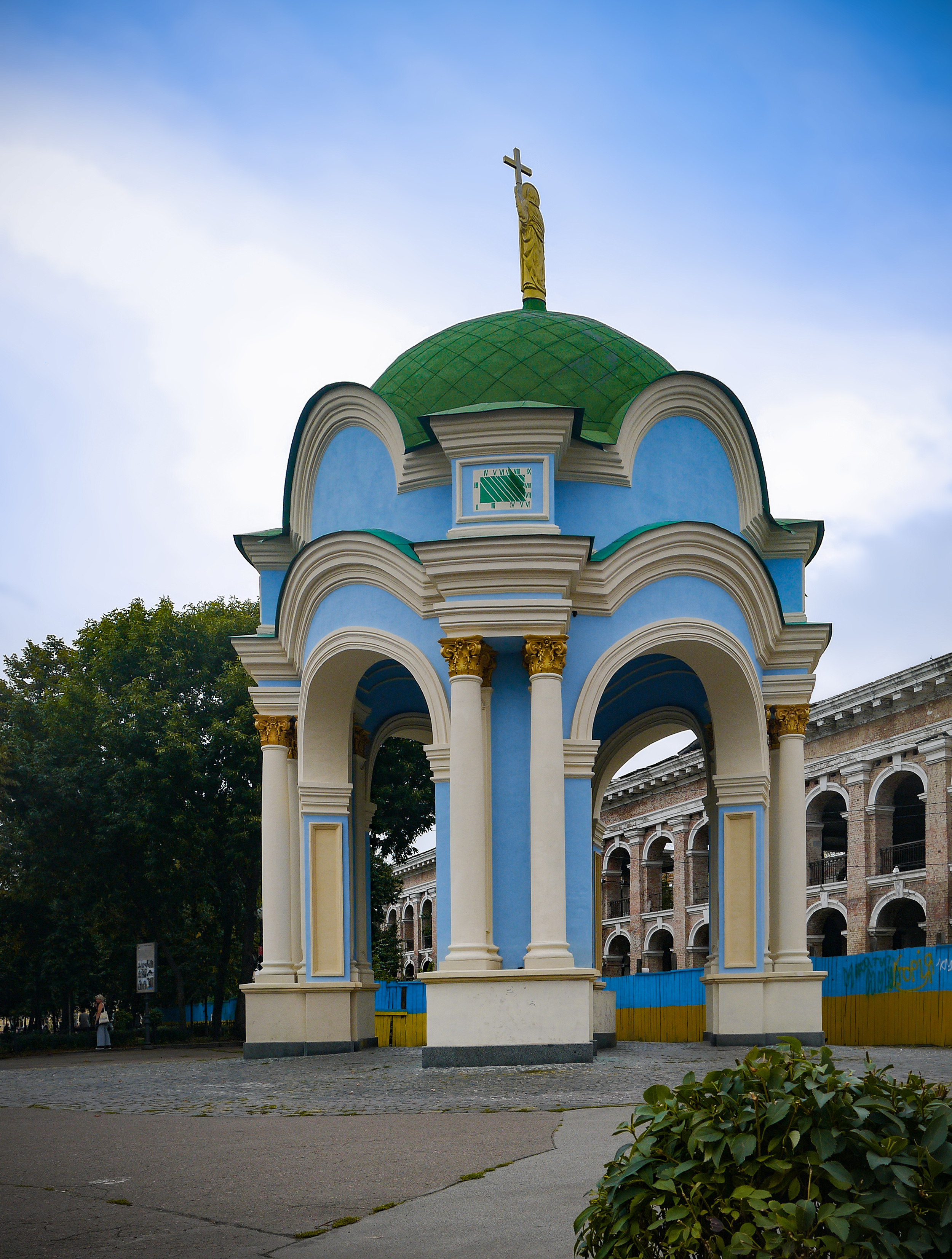
Фонтан «Самсон»